# Огняна Петрова
Огняна Георгієва Петрова (болг. Огняна Георгиева Петрова), після одруження Душева (болг. Душева; нар. 20 грудня 1964, Свиленград) — болгарська спортсменка, веслувальниця на байдарці, призерка Олімпійських ігор і чемпіонату світу.

## Спортивна кар'єра
Займатися веслуванням на байдарці Огняна Петрова розпочала в спортивному клубі «Тракія» (Пловдив).
1982 року дебютувала на чемпіонаті світу і зайняла восьме місце в змаганнях байдарок-двійок і байдарок-четвірок.
На чемпіонаті світу 1983 зайняла четверте місце в змаганях байдарок-двійок і шосте місце в змаганнях байдарок-четвірок.
На чемпіонаті світу 1983 зайняла четверте місце в змаганях байдарок-четвірок.
На чемпіонаті світу 1987 Огняна Петрова зайняла п'яте місце в змаганнях байдарок-четвірок, а в змаганнях байдарок-двійок разом з Іванкою Муєровою завоювала бронзову медаль.
На Олімпійських іграх 1988 Огняна Петрова у складі байдарки-четвірки у фінальному заїзді прийшла до фінішу третьою, завоювавши разом з подругами Ванею Гешевою, Діаною Палійською та Бориславою Івановою бронзову нагороду.
На чемпіонаті світу 1989 зайняла сьоме місце в змаганях байдарок-четвірок та дванадцяте в змаганях байдарок-двійок на дистанції 5000 м.
Огняна закінчила Національну спортивну академію «Васил Левський». Після завершення спортивної кар'єри Огняна Душева зайнялася тренерською діяльністю. Тренувала веслувальниць збірної Туреччини (2007—2011), збірної Ірану (2012), паралімпійців збірної Болгарії.